# Campo Número Dos, Tamaulipas
Campo Número Dos är en ort i Mexiko.   Den ligger i kommunen Casas och delstaten Tamaulipas, i den centrala delen av landet, 500 km norr om huvudstaden Mexico City. Campo Número Dos ligger 185 meter över havet och antalet invånare är 151.
Terrängen runt Campo Número Dos är platt.  Trakten runt Campo Número Dos är nära nog obefolkad, med mindre än två invånare per kvadratkilometer. Närmaste större samhälle är Casas, 18,4 km norr om Campo Número Dos. Trakten runt Campo Número Dos består i huvudsak av gräsmarker.